# Rick Buckler
Rick Buckler (Woking, 6 dicembre 1955 – Woking, 17 febbraio 2025) è stato un musicista britannico.
È noto soprattutto per essere stato il batterista dei The Jam.
Dopo lo scioglimento della band, al termine del 1982, Buckler è uscito dallo show-business musicale.
Insieme a Bruce Foxton, bassista degli stessi Jam, è autore di un'autobiografia del gruppo intitolata Our Story.